# Stirnlappenbasilisk
Der Stirnlappenbasilisk (Basiliscus plumifrons), auch Federbuschbasilisk genannt, ist eine große, mittelamerikanische Art der Basilisken.
Er gehört zur Unterordnung der Leguanartigen.

## Beschreibung

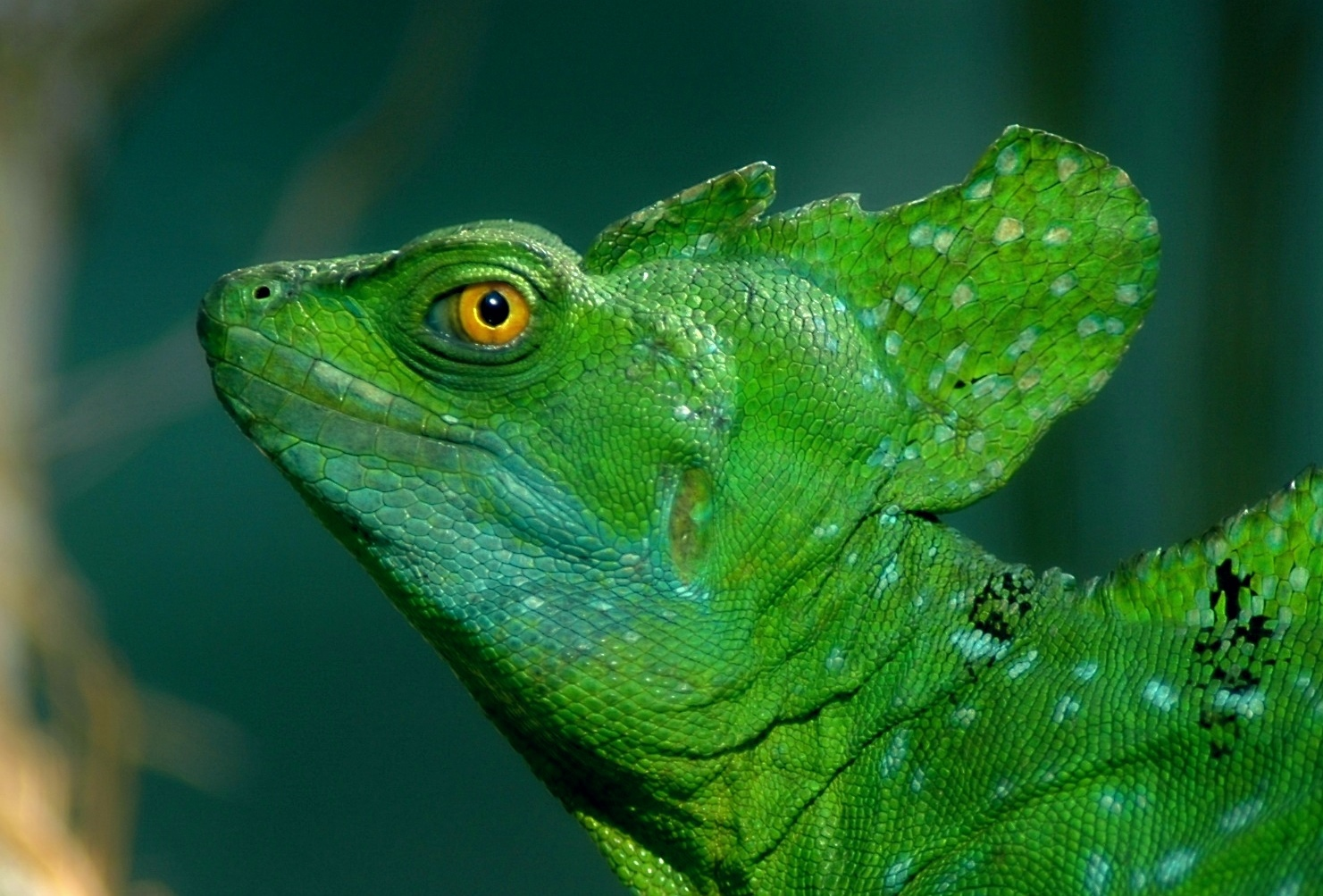
Detailansicht des Kopfes mit dem namensgebenden Stirnlappen

Der Stirnlappenbasilisk erreicht eine Länge von rund 80 cm, wovon die Länge des Schwanzes mit 50 bis 55 cm zwei Drittel der Gesamtlänge beträgt. Namensgebend sind die Stirnlappen (die bei den Männchen deutlicher ausgeprägt sind und die Form eines Kopfsegels haben) auf dem Kopf und Hinterkopf des Basilisken. Der Körper ist insgesamt schlank gestaltet, die Beine sind dennoch kräftig gebaut. Die Färbung der Schuppen variiert zwischen dunkelgrün über smaragdgrün bis blaugrün. Zur Bauchseite hin werden die Schuppen heller. Der Rücken ist durch eine gelbliche bis bläuliche Sprenkelung gezeichnet. Die eindrucksvollen Hautkämme auf dem Rücken, die eine Höhe von 5 cm erreichen können, setzen sich bis zur Schwanzwurzel fort. Diese Hautkämme sind beim Weibchen etwas weniger stark ausgeprägt. Die Tiere können in Gefangenschaft bei guter Pflege bis zu 13 Jahre alt werden. In Freiheit sterben sie allerdings deutlich früher.

## Verbreitung
Der Stirnlappenbasilisk ist in den Regenwäldern und Feuchtgebieten Mittelamerikas zu Hause. Die Art ist insbesondere in Honduras, Costa Rica und Panama verbreitet. Stirnlappenbasilisken leben vorwiegend auf Bäumen in Wassernähe. Sie sind sehr gute Schwimmer und Taucher. Mit ihren verbreiterten Zehen sind sie in der Lage, für kurze Zeit über Wasser zu laufen; dies hat der Echse den Namen Jesus-Echse eingebracht.

## Nahrung
Insekten, Schnecken, Frösche, kleine Echsen und Fische gehören zur Nahrung des Stirnlappenbasilisken. Zusätzlich werden aber auch Früchte und Blüten verzehrt.

## Fortpflanzung
Die Paarungszeit ist an keine feste Jahreszeit gebunden. Das Weibchen legt nach einer Trächtigkeit von 40–45 Tagen bis zu 15 Eier, aus denen die Jungtiere nach durchschnittlich 60–75 Tagen schlüpfen. Der Schlupfzeitpunkt ist stark von der Inkubationstemperatur abhängig. Die Jungechsen weisen eine Schlupflänge von rund 12 cm sowie ein Gewicht von 2,5 Gramm auf. Die erste Häutung erfolgt nach 5 bis 6 Wochen. Die Geschlechtsreife tritt Mitte des zweiten Lebensjahres ein.